# Pumpstocken 11

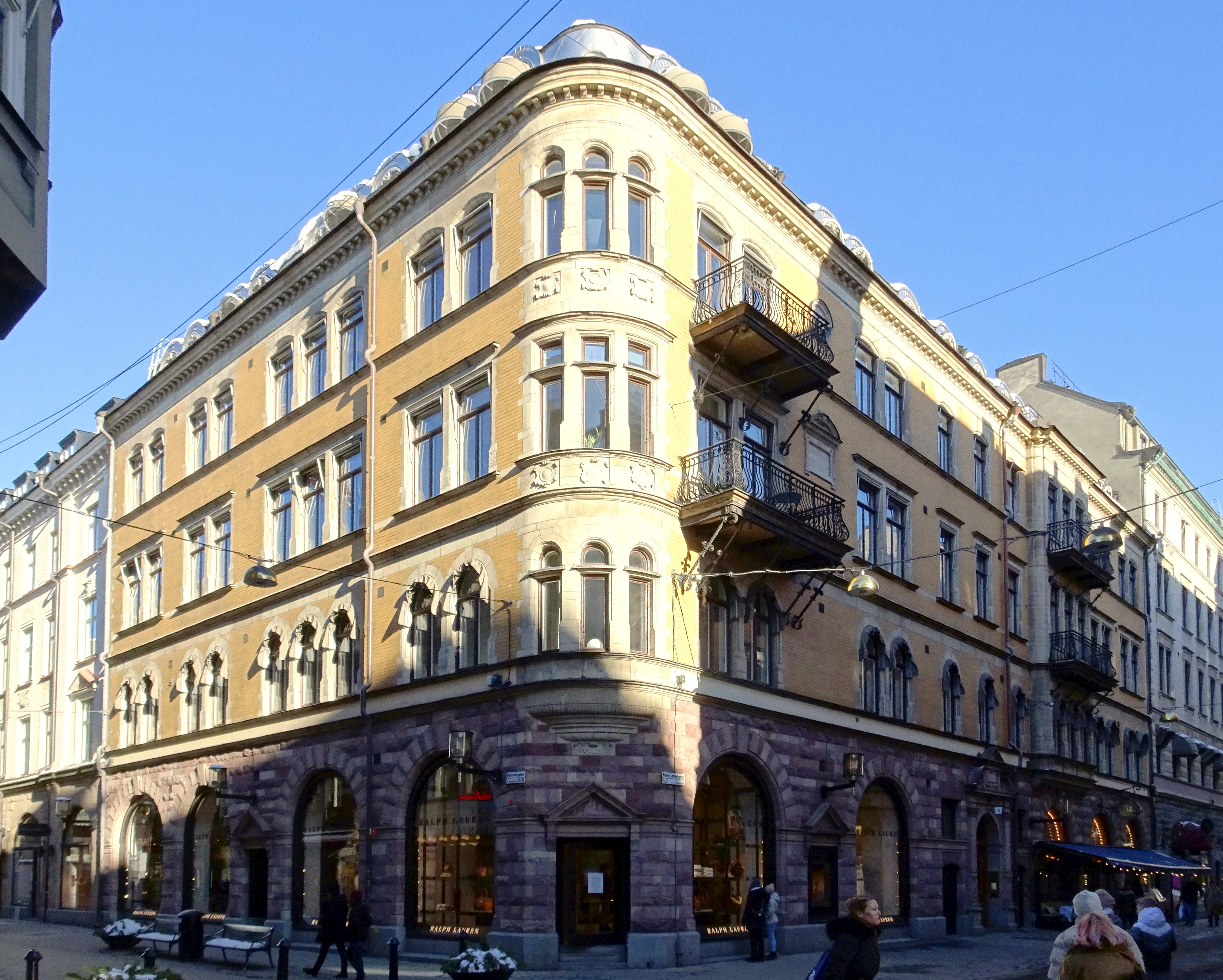
Pumpstocken 11, sedd från hörnet Biblioteksgatan / Mäster Samuelsgatan, februari 2021.

Pumpstocken 11 är en kulturhistoriskt värdefull fastighet i kvarteret Pumpstocken i hörnet Biblioteksgatan 10 / Mäster Samuelsgatan 4 på Norrmalm i Stockholm. Byggnaden uppfördes 1895–1897 efter ritningar av arkitekt Johan Laurentz. Huset förvärvades 1991 av fastighetsbolaget Hufvudstaden och är grönmärkt av Stadsmuseet i Stockholm vilket innebär att den bedöms vara "särskilt värdefull från historisk, kulturhistorisk, miljömässig eller konstnärlig synpunkt". Sedan 1897 ligger Restaurang Prinsen i byggnaden.

## Kvarteret

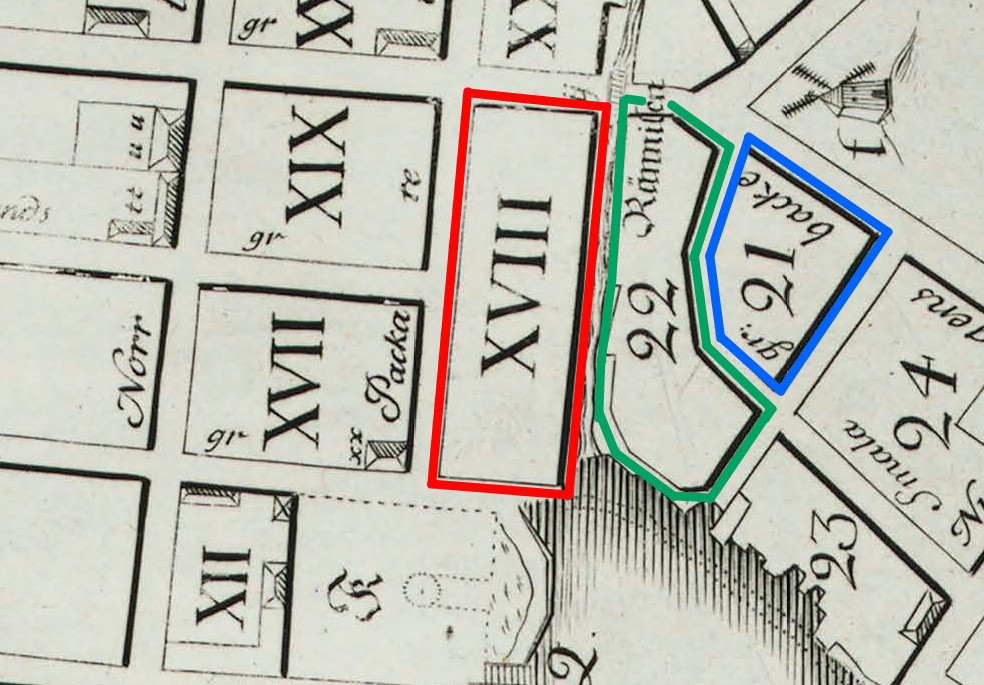
Pumpstocken (XVIII) 1733.

Kvartersnamnet Pumpstocken är känt sedan tidigt 1700-tal och redovisas på Petrus Tillaeus karta från 1733 med nummer XVIII. Kvarteret hade då en långsträckt form och låg med sin långsida väster om Rännilen samt norr om Ladugårdslandsviken (nuvarande Nybroviken) och Packaretorget (nuvarande Norrmalmstorg). En pumpstock var en på längden genomborrad trästock vilken användes som vattenledning. På området lagrades sådana pumpstockar av stadens pumpmakare Erik Rawaldson på 1660-talet, därav namnet. 
När nuvarande kvarteret stadsplanerades i slutet av 1880-talet blev det mindre och delades i Pumpstocken i norr och Rännilen i söder samt styckades i fyra fastigheter (10, 11, 12 och 13). I samband med en fastighetsreglering år 2005 slogs samtliga fastigheter samman till Pumpstocken 10. I och med förvärvet av Pumpstocken 13 år 2000 ägs hela kvarteret av Hufvudstaden. Under åren 2006–2008 grundförstärktes samtliga byggnader i kvarteret Pumpstocken.

## Byggnad

### Exteriör

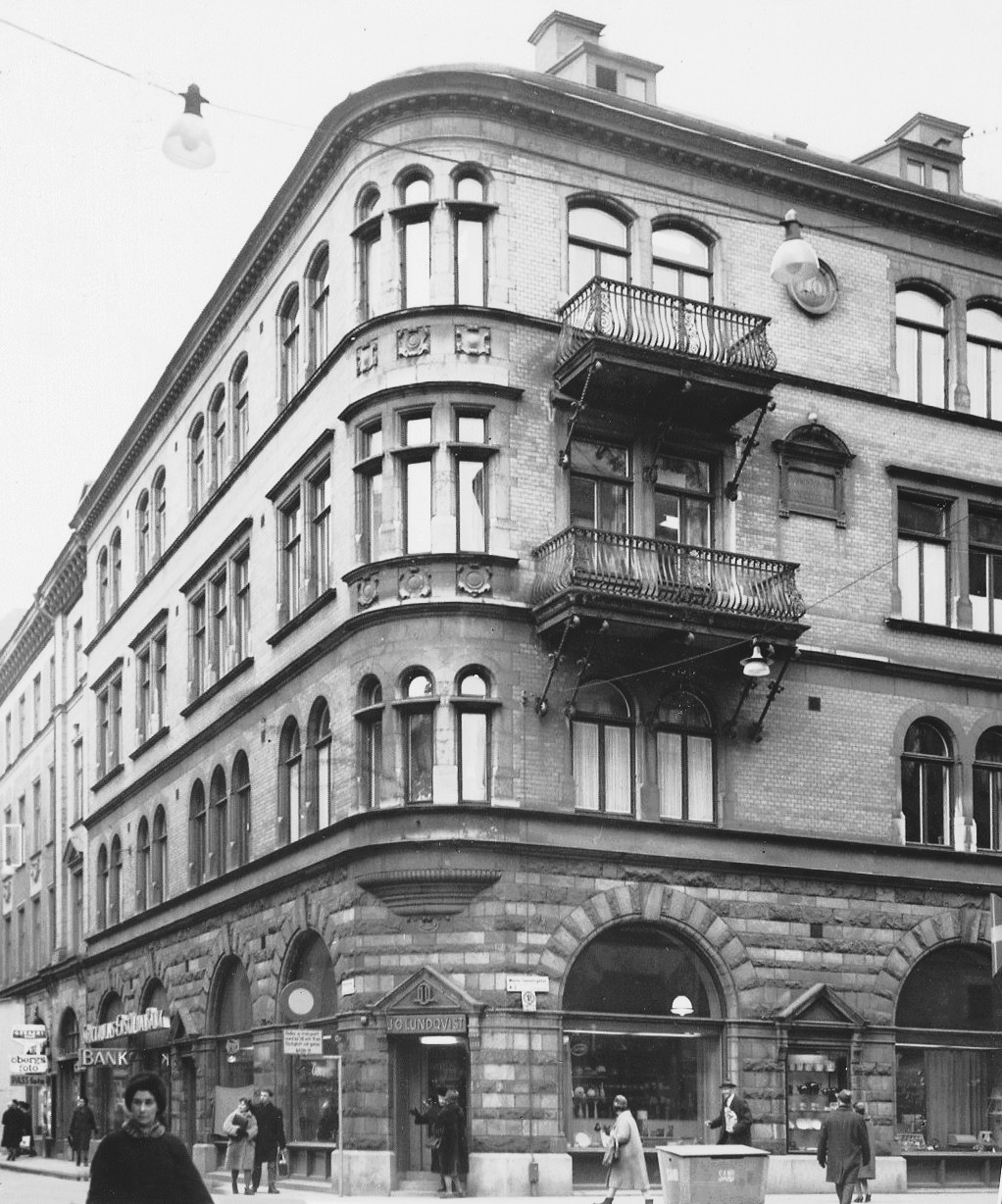
Hörnet, 1964.

Pumpstocken 11 uppfördes som bostads- och affärshus åren 1895 till 1897 på sydvästra hörnet av det då nybildade kvarteret och nära den nyanlagda Birger Jarlsgatan. Tomten ägdes av byggmästaren Lars Östlihn vilken även fungerade som byggherre, det vill säga han uppförde huset på egen bekostnad för att sedan omgående sälja det. Köparen var grosshandlaren J.O. Lundqvist vars familj behöll fastigheten till 1990-talet. 
Östlihn anlitade arkitekt Johan Laurentz att gestalta byggnaden. Huset fick fyra våningar med en hög bottenvåning där butikslokaler inreddes samt tre våningsplan och hel källare. På 1930- och 1950-talen inreddes även vinden med lägenheter.
Fasaden i höjd med bottenvåningen kläddes med röd, grovhuggen natursten och däröver med gult fasadtegel. Detaljer, utsmyckningar och det rundade hörnet mot Biblioteksgatan / Mäster Samuelsgatan utfördes i grå natursten. Fasaden fick en horisontell indelning genom naturstenslister mellan våningsplanen. Mot Mäster Samuelsgatan accentuerades fasaden av ett tre våningar högt burspråk som markerade lägenheternas stora salong utåt. 
Husets fyra balkonger bärs upp av sirliga smideskonsoler. De höga butiksfönstren utfördes välvda likaså fönstren i övre våningsplanet. Huvudentrén är från Mäster Samuelsgatan 4, den omges av en monumental stenportal och flankeras av pilaster med kapitäl i förenklad korintisk ordning. Porten är av ek med snidade fyllningar och ett rundat och glasat överstycke.

### Interiör

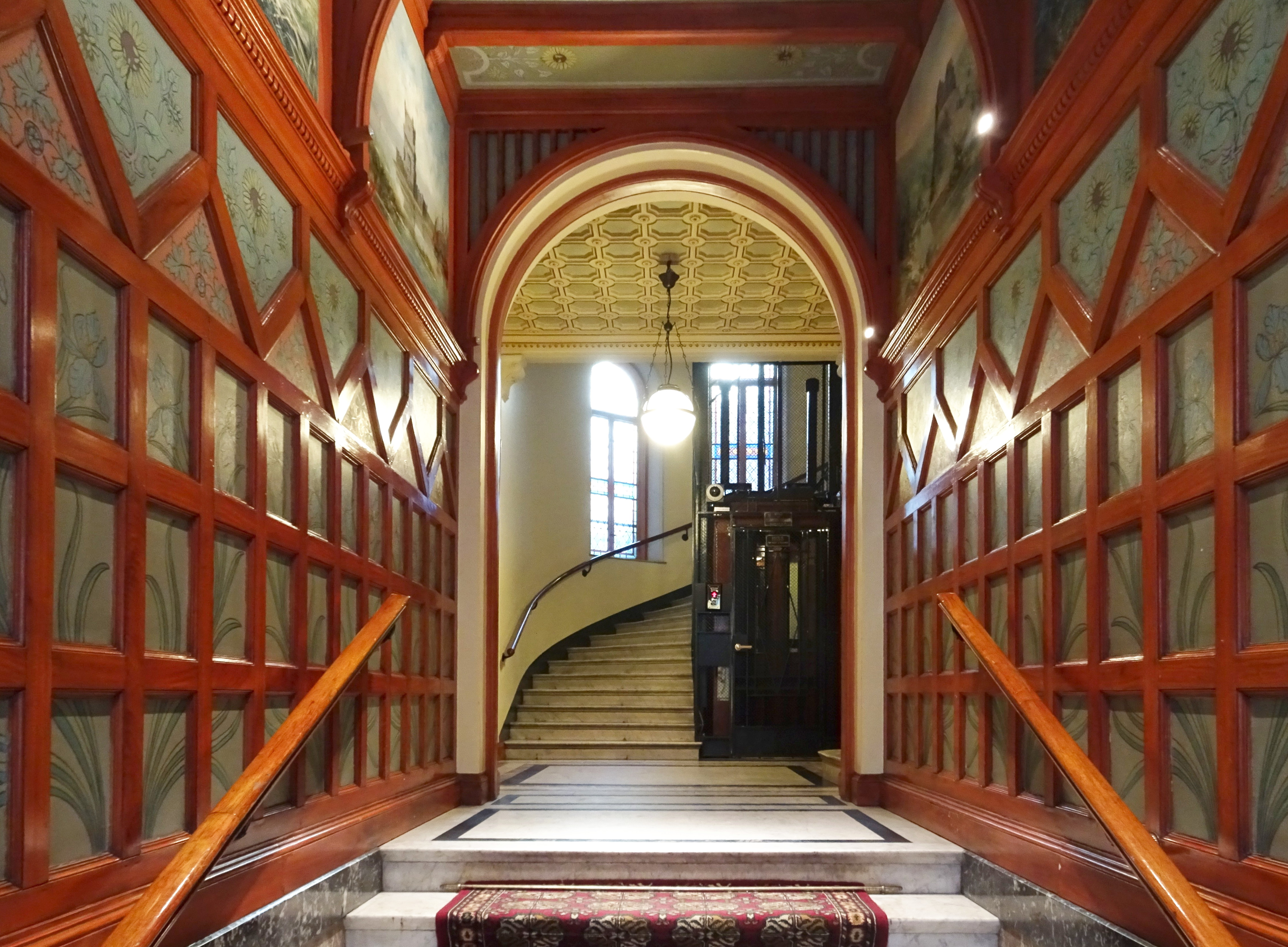
Entréhallen.

Vestibulen har två nivåer med en kort trappa till entréhallen. Golvet är belagd med vit marmor och en fris av svart marmor. Väggarna är rutindelade med mahognymålat ramverk, överst som sicksack-mönster. Fälten är dekorationsmålade med blommotiv. Däröver märks på vardera långsida tre väggmålningar i olja. De är signerade J Bommeret 97 (1897) och föreställer olika landskapsmotiv som Alplandskap, en riddarborg, en hamnbild, förmodligen från Konstantinopel, och ett kanalmotiv från Venedig. Taket är indelat i valvbågar av trä samt dekorativa bjälkar, däremellan syns målade florala motiv på ljusgrön botten.
I huvudtrappan är golv och trappsteg av vit marmor, fönstren är välvda med blyinfattade polykroma rutor. På våningsplanen kläddes hela fondväggen med hög brunmålad fyllningspanel, upptill glasad med råglas för att släppa in indirekt dagsljus till lägenheternas kapprum och toaletter. Taket är kassettindelat och målat i vitt, guld och ljusblått. Hela denna praktfulla gestaltningen är ett bra exempel för tidens dekorerade och påkostade hyreshusentréer. Den var under många år delvis dold bakom täckväggar och i dåligt skick och restaurerades 1994–1996 på uppdrag av Hufvudstaden till nyskick. 
Husets bostäder skulle locka den välbeställda borgarklassen att hyra. På våningsplanen en, två och tre trappor fanns till en början en lägenhet om sex rum och kök samt en om åtta rum och kök. Därtill kom badrum, serveringsgång och stor entréhall. Köksavdelningen nåddes via en separat kökstrappa. Den större lägenheten upptog hela hörnet mot Biblioteksgatan / Mäster Samuelsgatan. På bottenvåning fanns en portvaktslägenhet och för övrigt butikslokaler. Vattenspolningstoaletter  installerades först 1910 och hiss 1915.

### Originalritningar

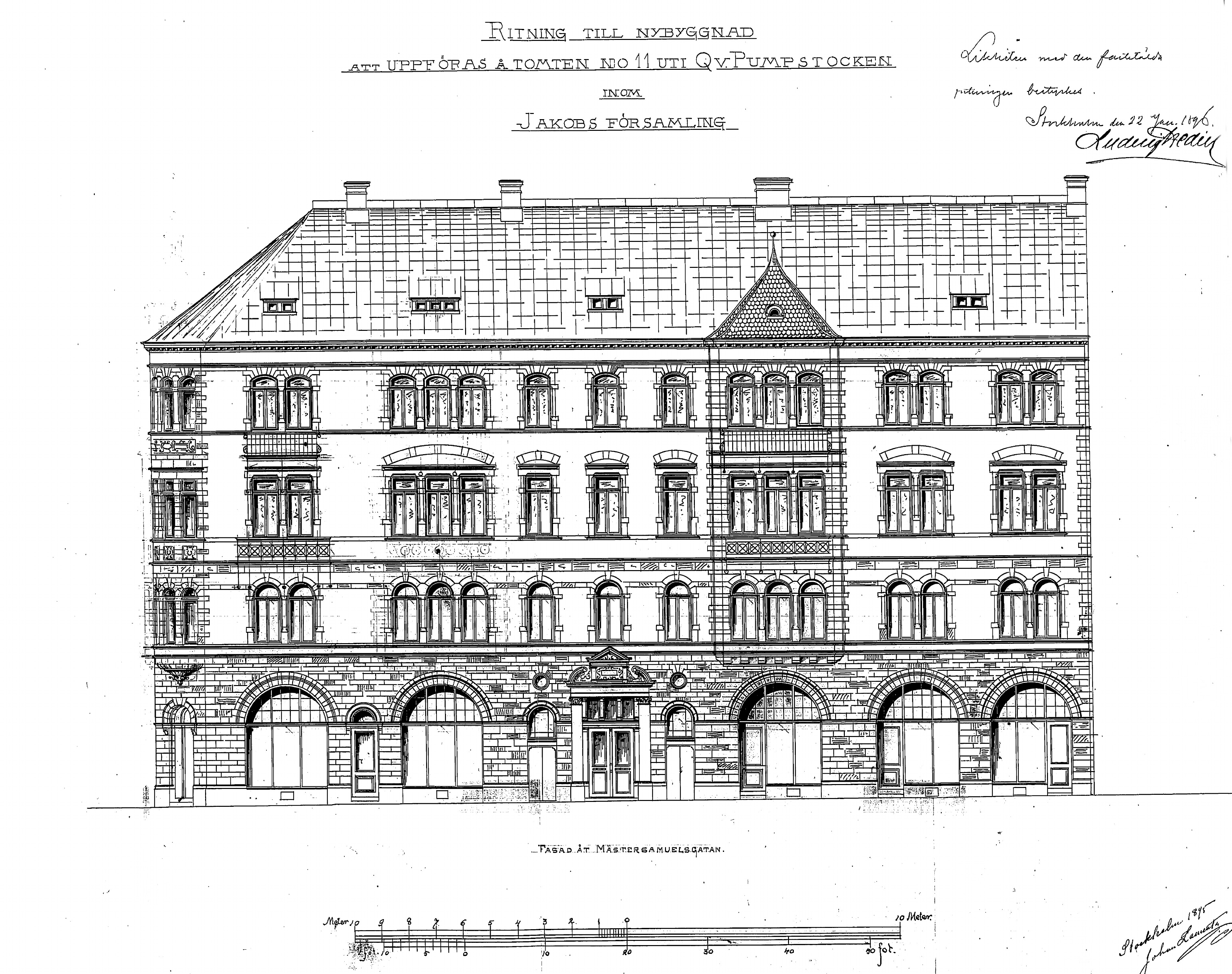
Fasad mot Mäster Mikaelsgatan.
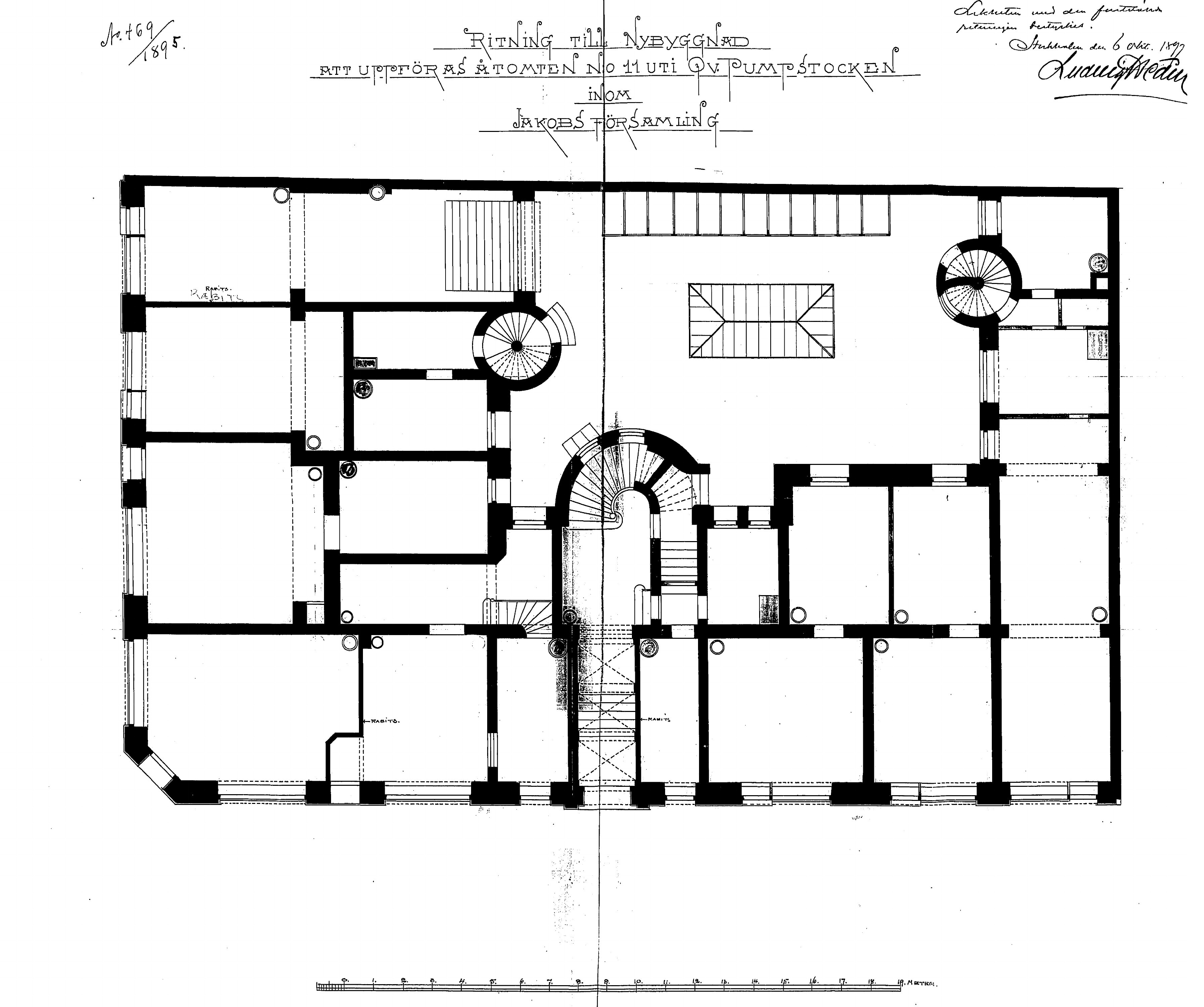
Bottenvåning.
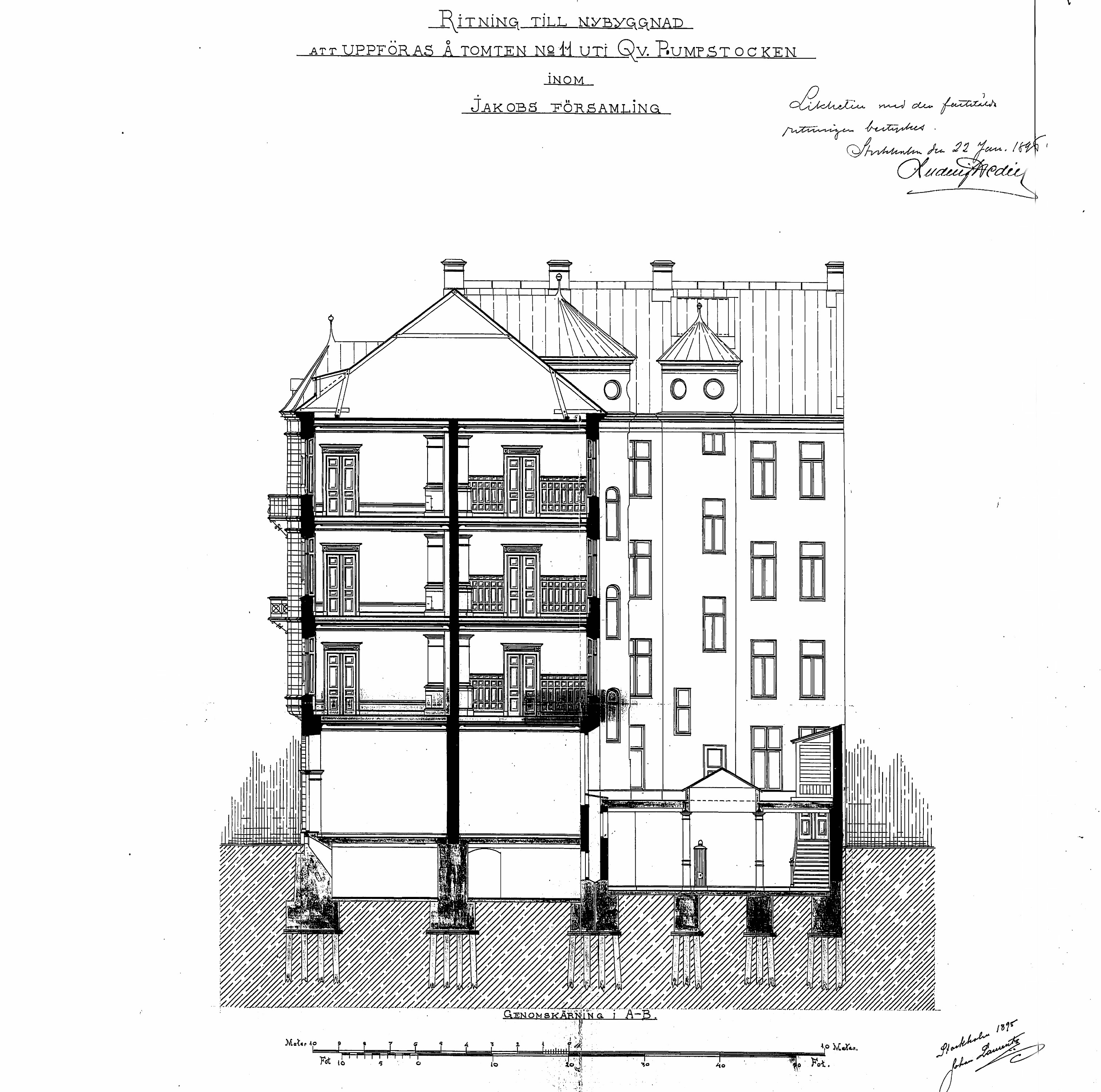
Sektion.
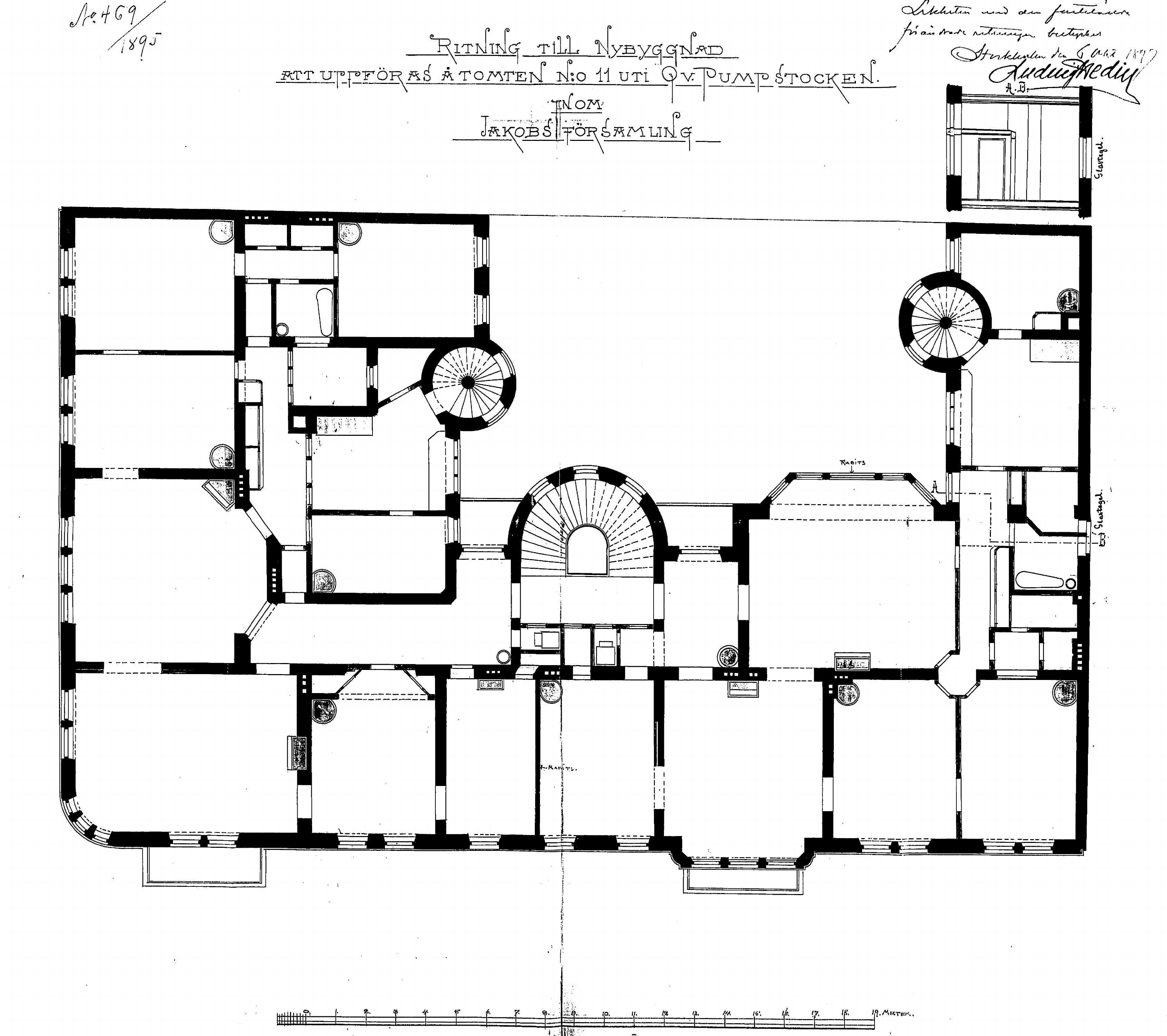
Våningsplanen 1-3 trappor.
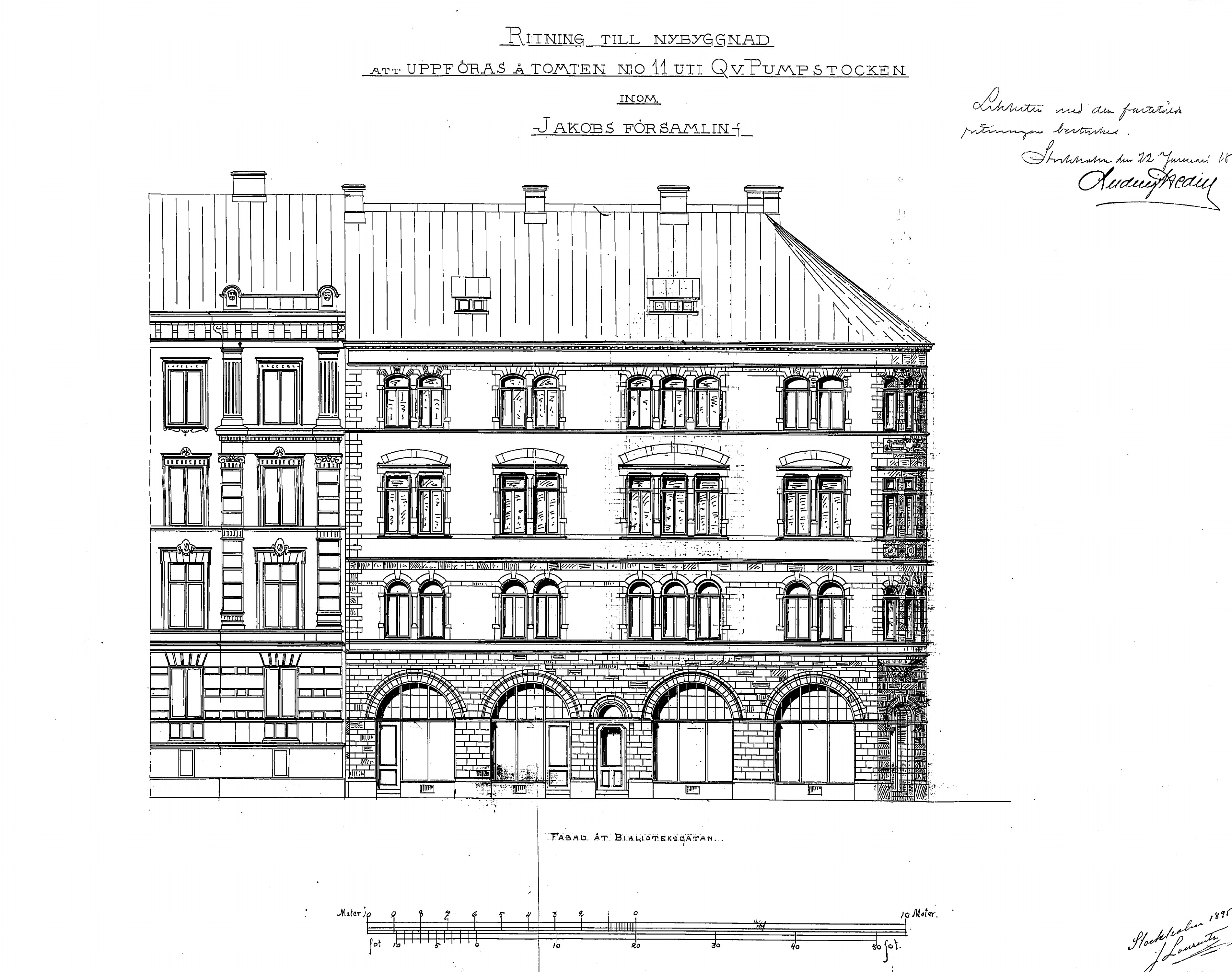
Fasad mot Biblioteksgatan.

## Bosättningsaffär och klassisk restaurang

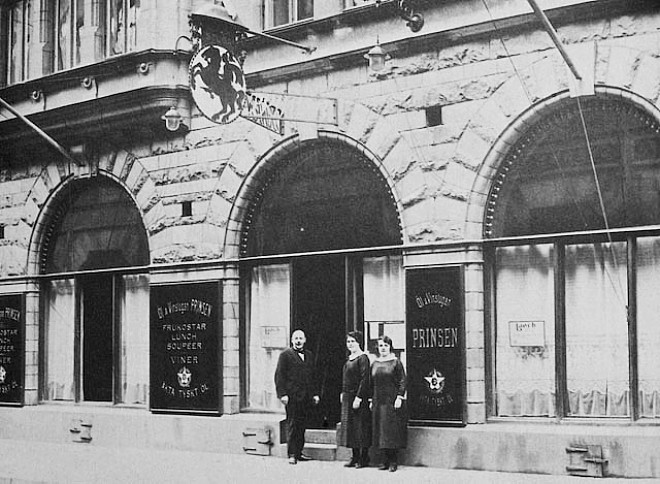
Ölstugan Prinsen, 1900.

Fastighetsägaren J.O.Lundqvist handlade med glas, porslin och bosättningsartiklar och öppnade 1897 sin firma ”J.O. Lundqvist” i hörnbutiken. Rörelsen drevs av flera generationer Lundqvist. På 1970-talet flyttade affären till källarvåningen och hörnbutiken övertogs av modefirman PQ. I dag (2021) har klädföretaget Ralph Lauren en filial i lokalen.
I lokalen mot Mäster Mikaelsgatan öppnade 1897 en vin- och ölstuga vid namn Café du Prince. Rörelsen övertogs 1905 av Augusta Wilhelmina Forsberg som drev stället i nästan 50 år och förvandlade ölstugan Café du Prince till den populära Restaurang Prinsen. På 1950-talet ägdes Prinsen av teater- och filmmannen Anders Sandrew. På 1960-talet, under krögaren Peder Bornebusch, introducerades maträtten plankstek på Prinsen. Restaurangen disponerar även delar av källarvåningen och finns fortfarande (2021) kvar på samma plats och hör därmed till en av Stockholms äldsta innerstadskrogar som bedriver sin verksamhet i obruten följd på oförändrad adress.

## Ägare
Fastighetens första ägare, Lars Östlihn, sålde Pumpstocken 11 omedelbart efter färdigställandet 1897 till grosshandlaren J.O. Lundqvist. Han och hans familj disponerade lägenheten på våning tre trappor som under många stod via en interntrappa i förbindelse med vindslägenheten. Hans ättlingar behöll huset fram till 1991 då det förvärvades av fastighetsbolaget Hufvudstaden. Under den nye ägaren ombyggdes de flesta lägenheterna till kontor.

### Bilder

Exteriörbilder
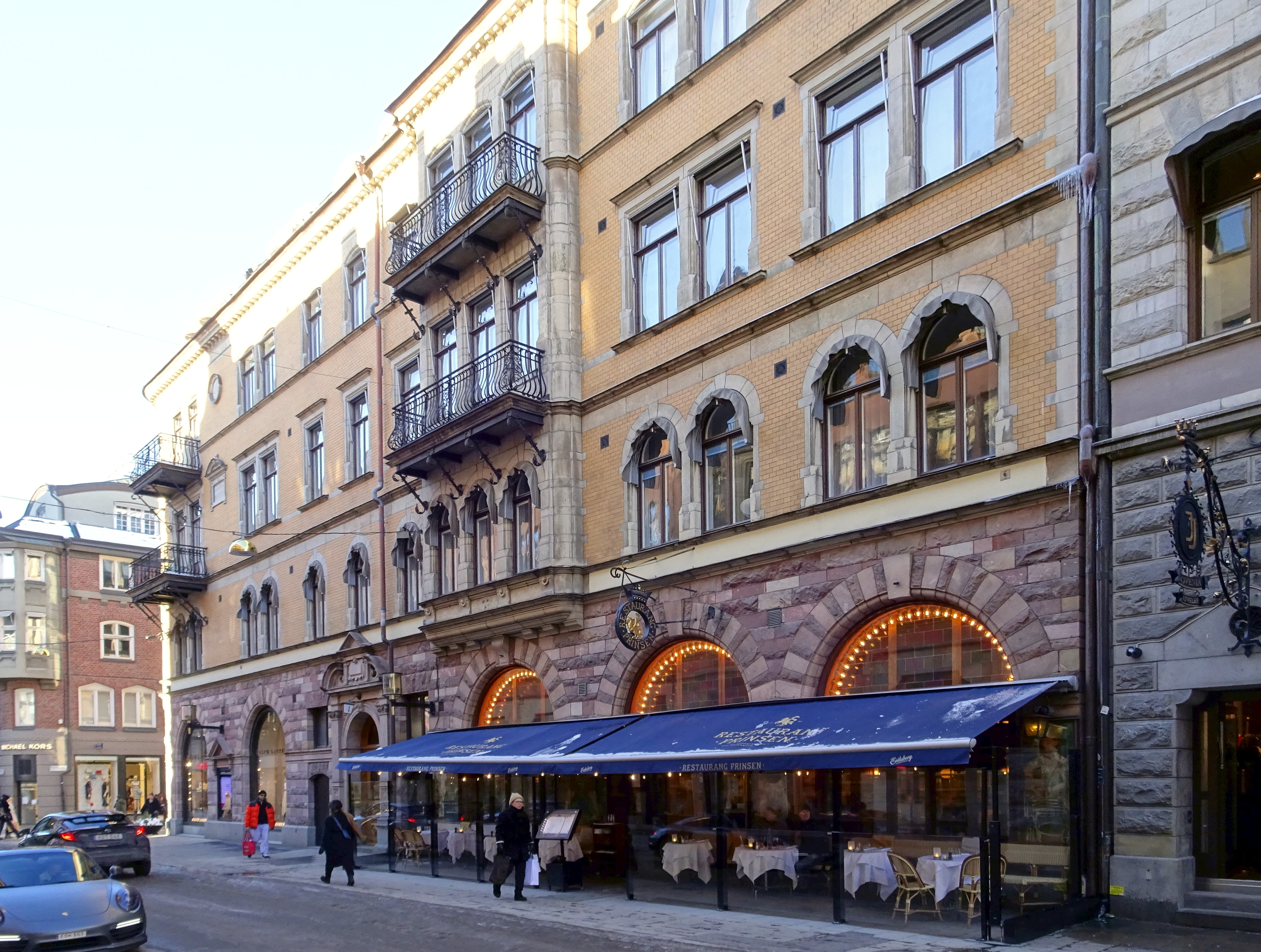
Fasad mot Mäster Samuelsgatan.
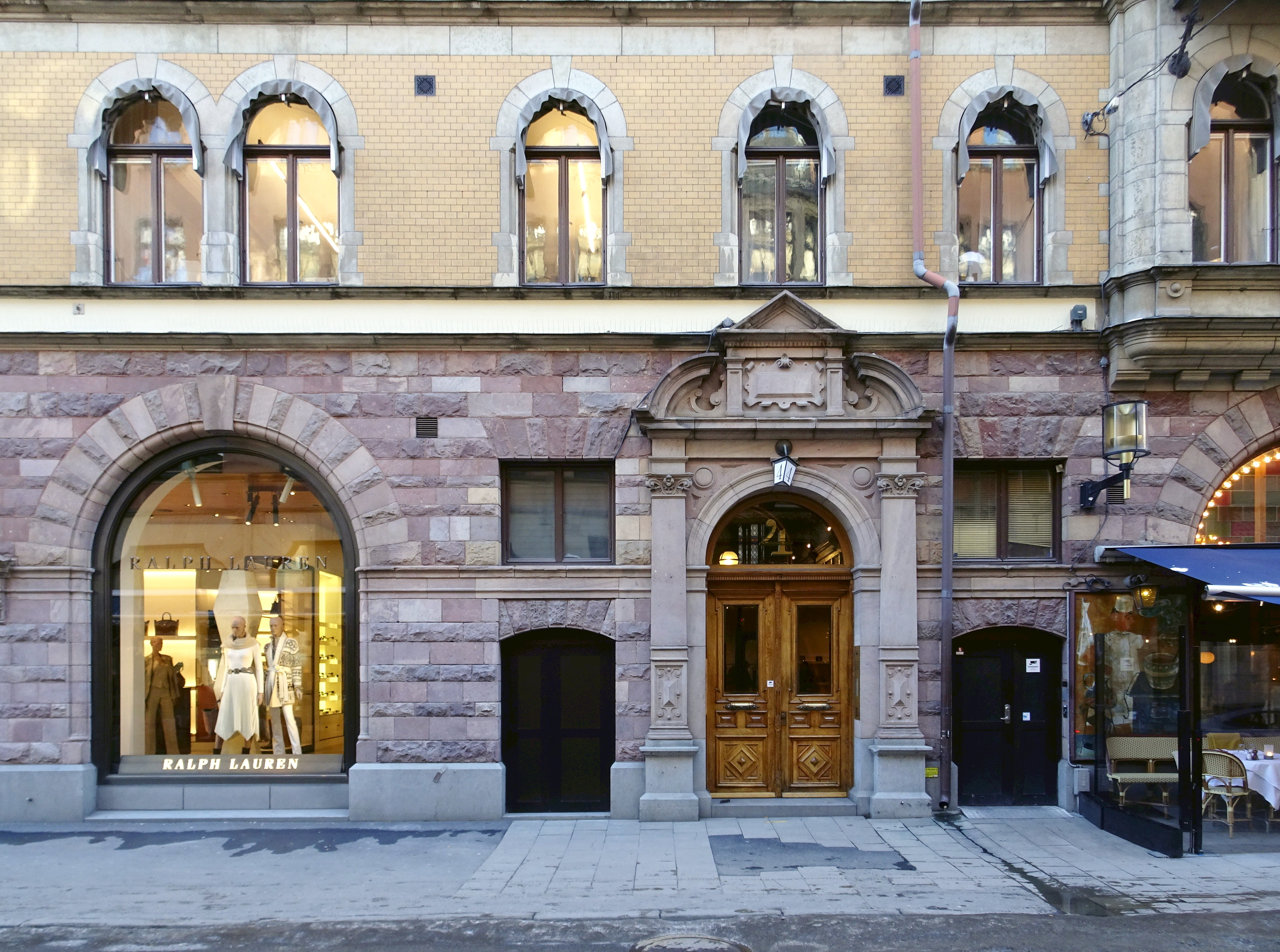
Mäster Samuelsgatan 4.
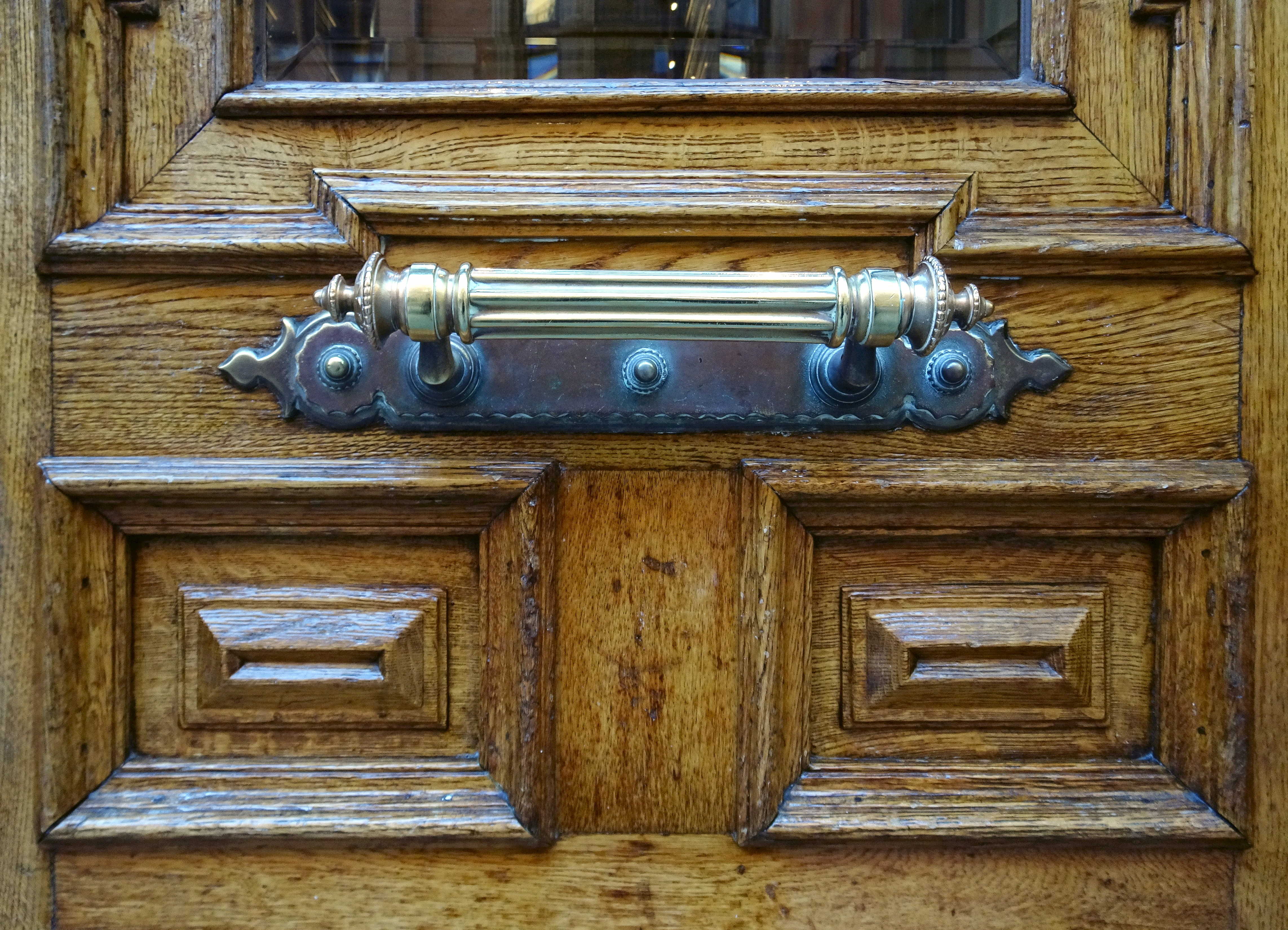
Huvudentréns draghandtag.
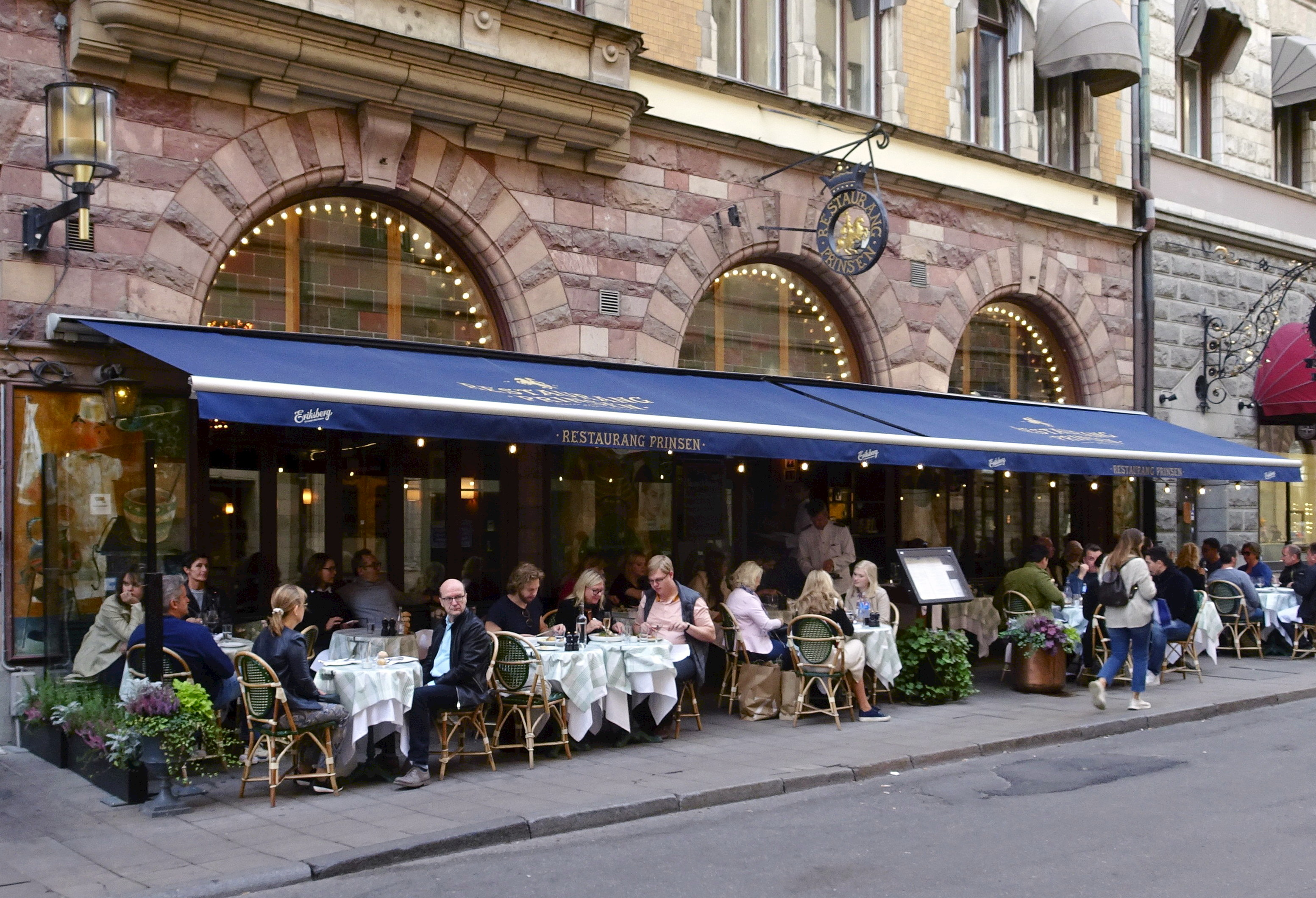
Restaurang Prinsen.

Interiörbilder
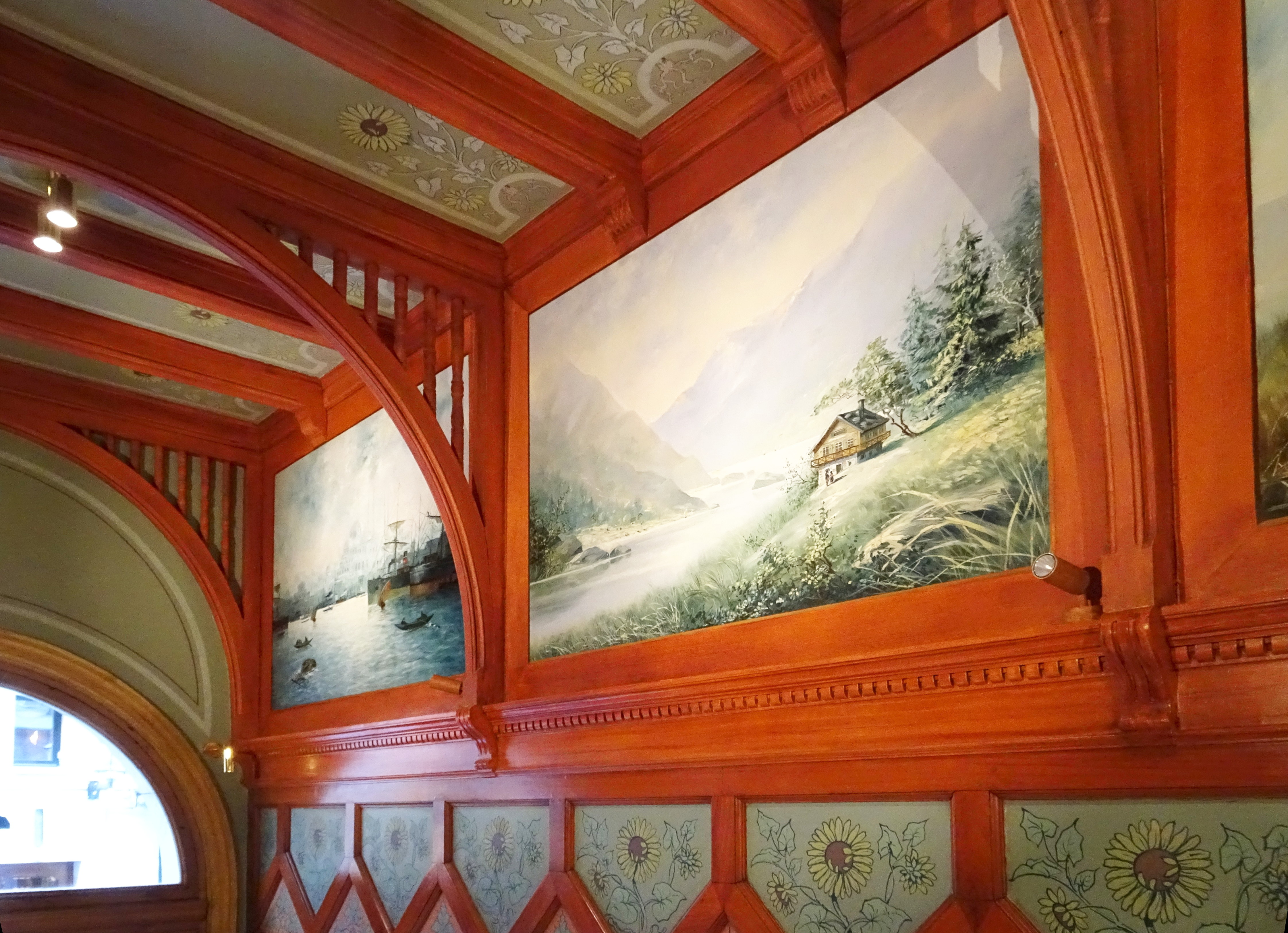
Väggmålningar i entréhallen.
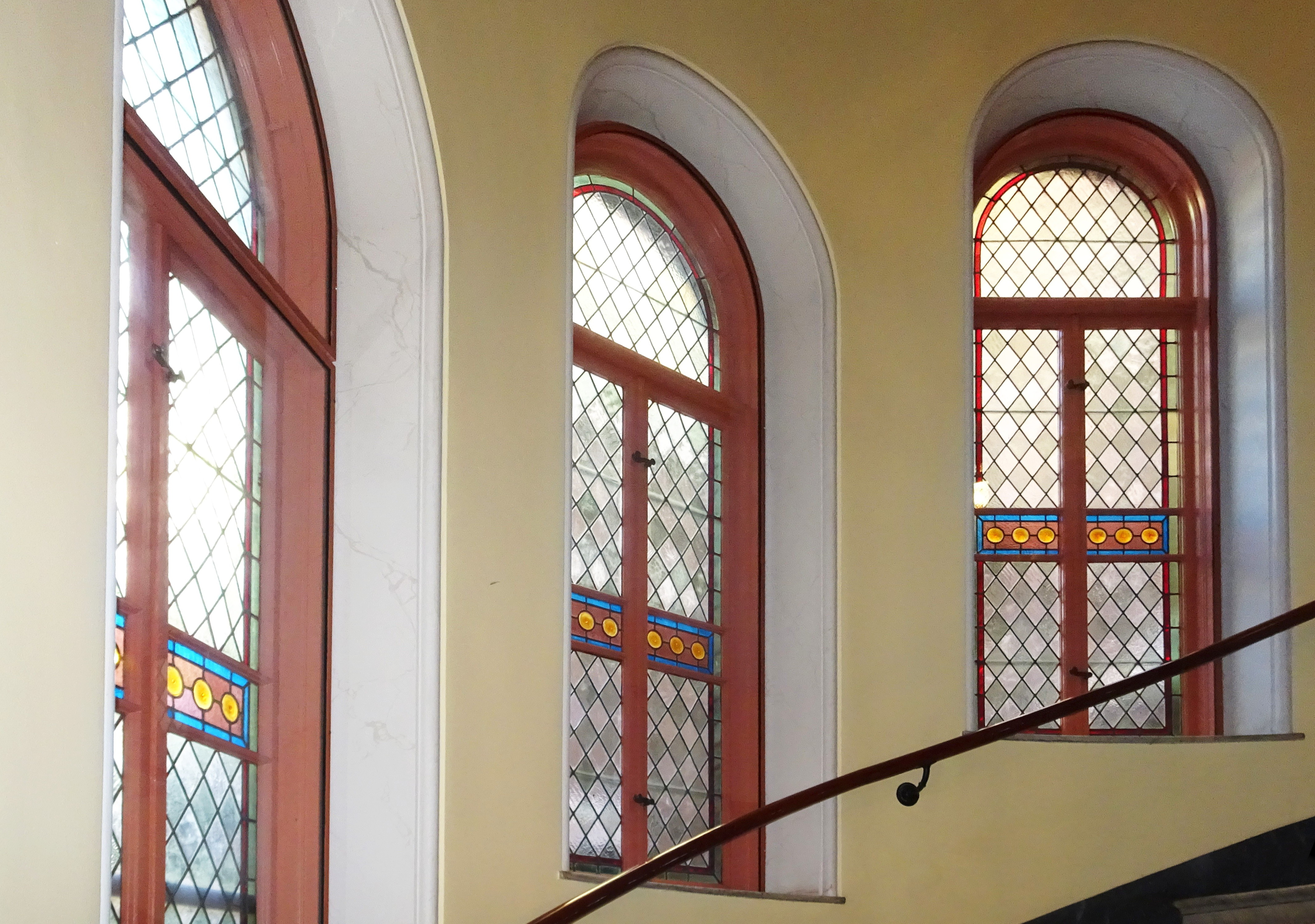
Fönster i trapphuset.
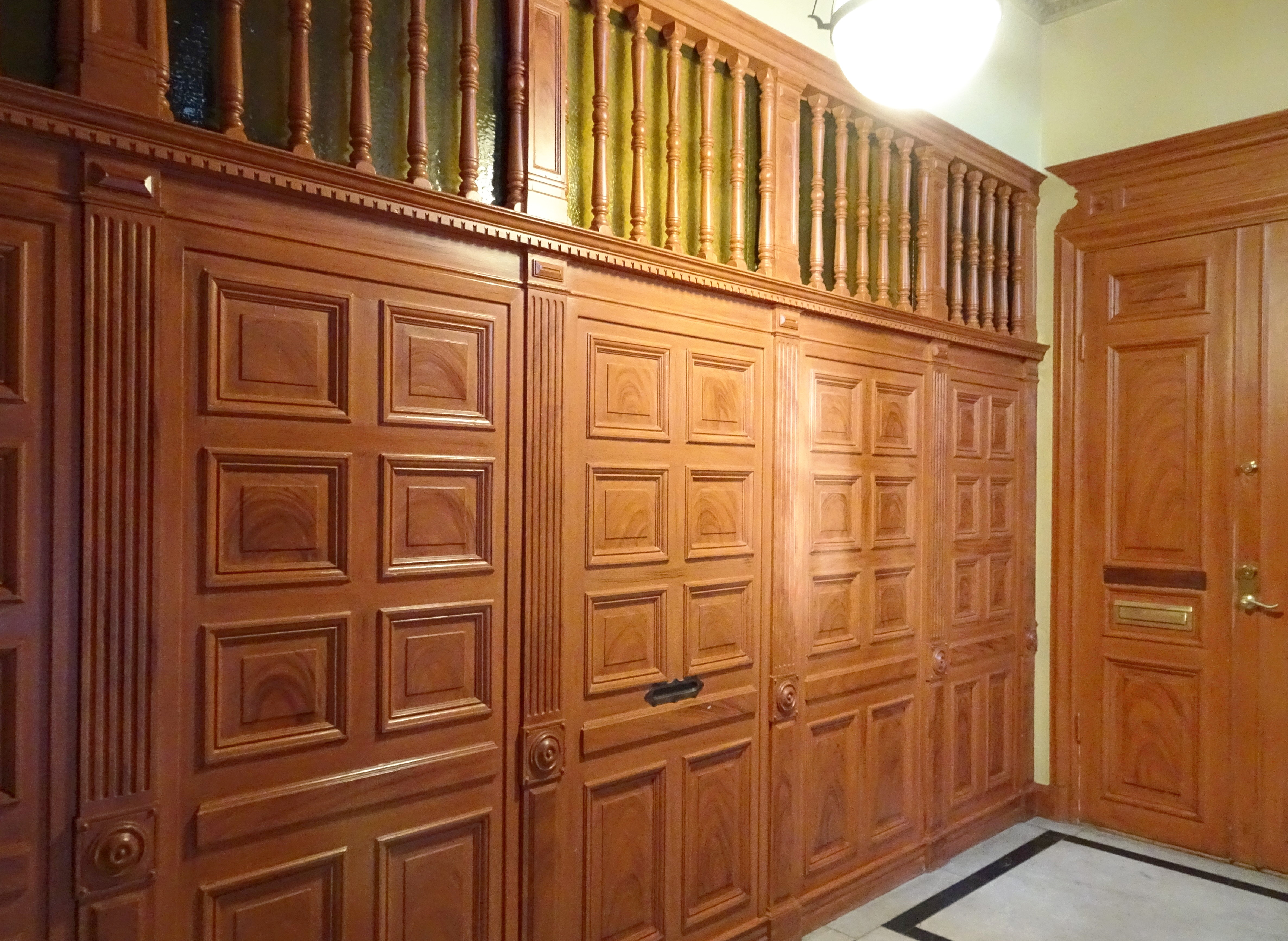
Fondväggen på våningsplan.
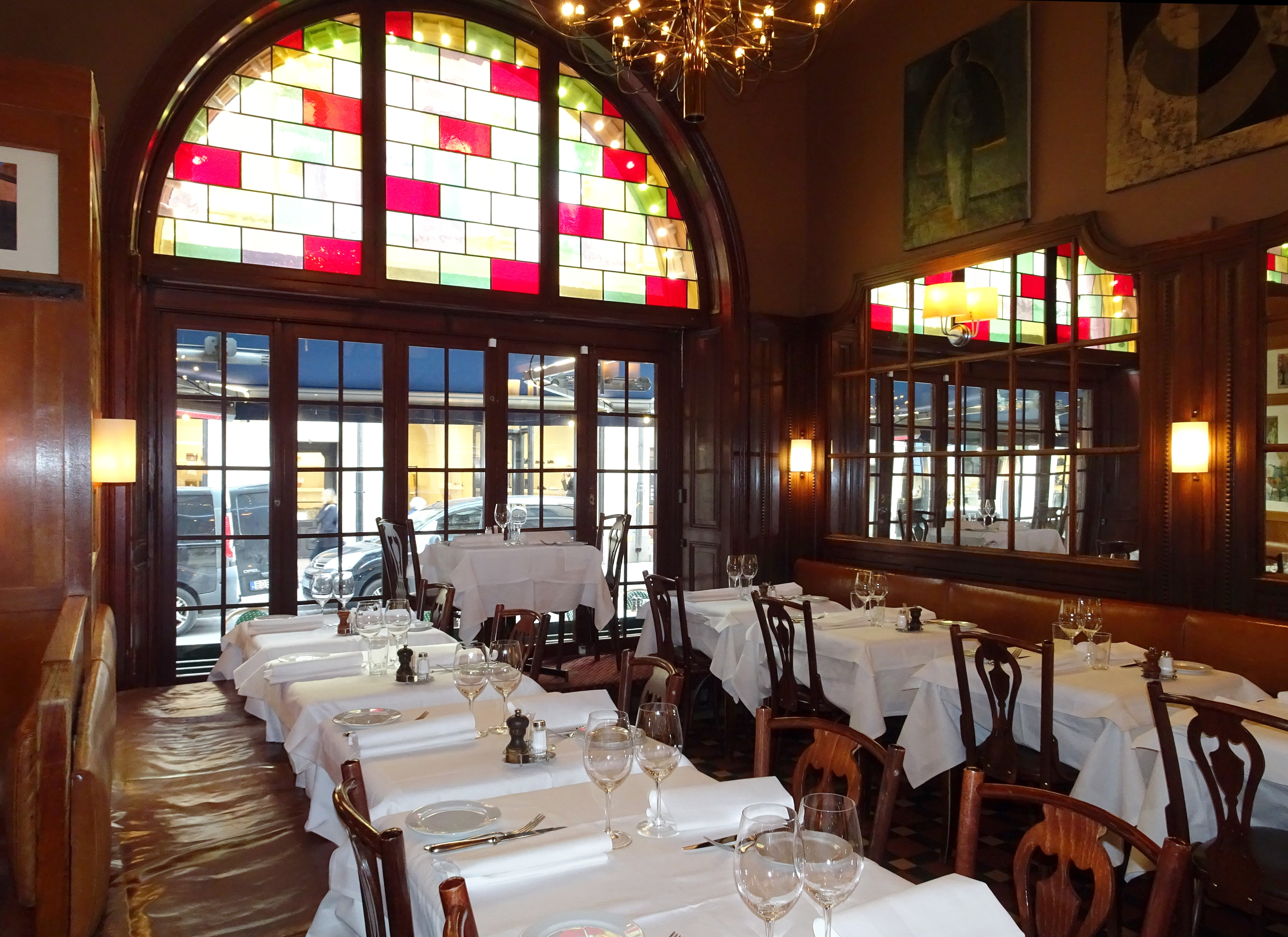
Restaurang Prinsens matsal.